# Carrocerias y Ensambles Automotrices
Carrocerias y Ensambles Automotrices, S.A. de C.V. ist ein mexikanisches Unternehmen im Bereich von Automobilen und ehemaliger Automobilhersteller.

## Unternehmensgeschichte
Das Unternehmen aus Monterrey begann 1989 mit der Produktion von Automobilen. Der Markenname lautete Carrena. Im Jahre 2000 entstanden sechs Fahrzeuge. Die Produktionszahl sank im Folgejahr auf vier und 2002 auf zwei. Für 2003 sind drei Fahrzeuge überliefert. 2010 endete die Fahrzeugproduktion. Als Werkstatt ist das von Rodolfo Manuel Peña Pérez geleitete Unternehmen mit 15 Mitarbeitern weiterhin aktiv.
Die übergeordnete Grupo Carrena stellt Dinge aus Fiberglas her.

## Fahrzeuge
Das Modell Tornado basierte auf einem Fahrgestell vom VW Käfer. Die zweitürige Karosserie ähnelte einem Geländewagen. An der Fahrzeugfront war ein falscher Kühlergrill.
Ab 2004 war zusätzlich die Nachbildung eines MG TD im Sortiment.
Der Safa ähnelte dem VW Typ 181.